# فيضانات كيوشو 2020
حدثت فيضانات كيوشو 2020 عندما ضربت أمطار غزيرة قياسية محافظتي كوماموتو وكاغوشيما في جزيرة كيوشو جنوب اليابان في 4 يوليو 2020 في منتصف موسم الأمطار في شرق آسيا. ونتيجة للفيضانات والانهيارات الأرضية، تأكد مقتل 53 شخصًا، وكان 14 من الضحايا من سكان دار للمسنين في كوما، كوماموتو، والتي غمرتها المياه.

## خلفية
ضربت الأعاصير والعواصف والفيضانات الغزيرة اليابان بشدة في السنوات السابقة لعام 2020. وبصرف النظر عن هوكايدو، تخضع البلاد بأكملها لموسم الأمطار في شرق آسيا، باسم تسويو (梅雨)، خلال الجزء الأول من فصل الصيف. كما أن التضاريس الجبلية في اليابان تعرضها لخطر الفيضانات والانهيارات الأرضية. وقتلت هذه الأحداث المناخية مئات الأشخاص، وقد ذكر تحليل الخبراء أن الاحتباس الحراري العالمي هو عامل مساهم في الأحداث.

## الأحداث
في 4 يوليو 2020، تسببت الأمطار الغزيرة في فيضانات في جزيرة كيوشو بجنوب اليابان. في الساعة الخامسة صباحًا بالتوقيت المحلي (UTC + 9)، رفعت وكالة الأرصاد الجوية اليابانية تحذيرها من هطول أمطار غزيرة إلى أعلى مستوى لها وهو 3 في العديد من أجزاء المحافظات، وهي المرة الأولى التي تقوم فيها بذلك على الإطلاق في هذه المناطق. وذكرت وكالة الأرصاد الجوية اليابانية أن كمية الأمطارحطمت الرقم القياسي في المنطقة ولم يسبق رؤيتها من قبل. وتجاوز معدل هطول الأمطار 100 مليمتر (3.9 بوصة) لكل ساعة.
حتى 7 يوليو 2020، تأكد وفاة 53 شخصًا. وكان 14 من القتلى من سكان دار مسنين غمرته المياه في كوما، كوماموتو. وذكر حاكم كوماموتو إيكو كاباشيما أن العشرات تقطعت بهم السبل بعد تدفق الطين ومياه الفيضانات في دار المسنين. ووفقا لمتطوع إنقاذ، عندما وصلوا إلى الدار، كانت المياه لا تزال في الطابق الأول. وتمكن رجال الإنقاذ من إنقاذ السكان الذين وصلوا إلى الطابق الثاني لكنهم لم يتمكنوا من الوصول إلى من بقي في الأدوار السفلى. ووفقًا للعاملين في الدار، فقد قاموا بإيقاظ السكان في الخامسة صباحًا ووضعوهم بالطابق العلوي. وفي الطابق الأول، عندما وصلت المياه إلى المبنى، وضعوا السكان مع الكراسي المتحركة فوق الطاولات في غرفة الطعام. ولم يتمكن الموظفون من إنقاذ السكان المتوفين بعد أن اخترقت المياه النوافذ وطاف المرضى مع الطاولات.
بعد هطول أمطار خلال الليل، أمرت السلطات أكثر من 75000 من السكان بالإخلاء في محافظتي كوماموتو وكاغوشيما. ووجّه 203.200 ساكن إلى الملاجئ في مكانها، وفُتح 109 ملاجئ في المنطقة.

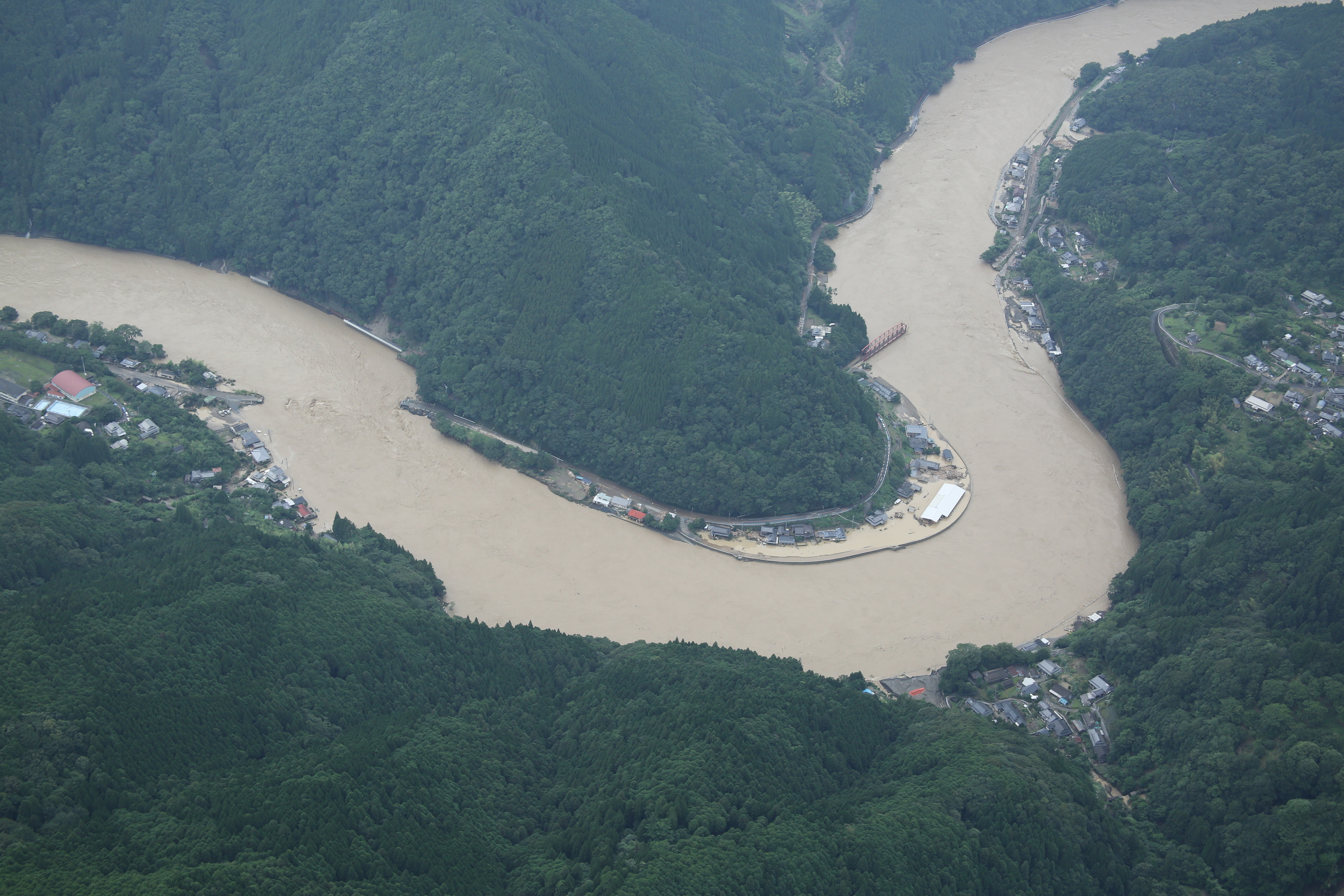
جسر كاماسي (يسار) وجسر سكة حديد كوماجاوا رقم 1 (يمين) وقد جُرفا

اجتاح نهر كوما ضفته في أحد عشر موقعًا مختلفًا وخرق أحد السدود. واختُرق سد بالقرب من بلدة هيتويوشي، كوماموتو، وغمره نهر كوما. في كوما، كوماموتو،أُنقذ السكان الذين تقطعت بهم السبل بطائرة هليكوبتر. كما جُرفت ثمانية منازل في أشيكيتا، كوماموتو. في تسوناجي، كوماموتو، انتُشِلَ 2-3 أشخاص من انهيار أرضي، وترك نحو 8000 منزل بدون كهرباء في كوماموتو وكاغوشيما.

## رد الحكومة
أمر رئيس الوزراء شينزو آبي بتشكيل قوة خاصة، وأرسل 10000 جندي من قوات الدفاع الذاتي اليابانية إلى المنطقة، وتعهد بإنقاذ المفقودين. في 5 يوليو 2020، أفيد أنه تم نشر 40.000 من قوات الدفاع عن النفس، وحرس الحدود الياباني، ورجال الإطفاء في عملية الإنقاذ.